# Strikeforce: Cormier vs. Mir
Strikeforce: Cormier vs. Mir seria um evento de artes marciais mistas promovido pelo Strikeforce, era esperado para ocorrer em 3 de novembro de 2012 no Chesapeake Energy Arena em Oklahoma City, Oklahoma.

## Background
O evento principal era esperado para ser o campeão do Grand Prix de Pesados do Strikeforce Daniel Cormier enfrentando o ex-Campeão Peso Pesado do UFC Frank Mir. Porém, Mir foi forçado a se retirar da luta com uma lesão. O também lutador do UFC Matt Mitrione foi anunciado como substituto, mas depois recusou lutar com Cormier. Pat Barry também foi um possível substituição de Mir. A luta entre Cormier e Mir aconteceu no UFC on Fox: Henderson vs. Melendez em Abril de 2013, após o fim do Strikeforce e Cormier assinar com o UFC. Em uma luta remarcada, Cormier venceu por decisão unânime.
Em 12 de Outubro de 2012, Strikeforce anunciou que cancelaria esse evento, o segundo seguido. Lesões da luta no evento principal de Frank Mir, e também do Campeão Peso Médio do Strikeforce que faria o co-evento principal Luke Rockhold foram citados como razão do cancelamento do evento. Após a cancelação, a luta entre Tim Kennedy & Trevor Smith foi remarcada para o Strikeforce: Marquardt vs. Saffiedine em Janeiro de 2013, onde Kennedy venceu por finalização no terceiro round.

## Ligações Externas
1. ↑  [5]
2. ↑  [6]